# Patissa
Patissa is een geslacht van vlinders van de familie grasmotten (Crambidae), uit de onderfamilie Schoenobiinae.

## Soorten
- P. aenealis Hampson, 1898
- P. atricostalis Hampson, 1919
- P. atrilinealis Hampson, 1919
- P. burmanalis Warren, 1890
- P. coenicosta Joannis, 1930
- P. curvilinealis Hampson, 1895
- P. chlorosema Meyrick, 1894
- P. chrysozona Dyar, 1917
- P. erythrozonalis Hampson, 1895
- P. flavicostella Fernald, 1887
- P. flavifascialis Barnes & McDunnough, 1913
- P. fractilinealis Hampson, 1919
- P. fulvicepsalis Hampson, 1919
- P. fulvidorsalis Hampson, 1903
- P. fulvipunctalis Hampson, 1919
- P. fulvosparsa Butler, 1881
- P. fuscipunctalis Hampson, 1895
- P. geminalis Hampson, 1919
- P. haplosticha Turner, 1937
- P. interfuscalis Hampson, 1898
- P. intersticalis Hampson, 1908
- P. lactealis Felder & Rogenhofer, 1874
- P. latifuscalis Hampson, 1895
- P. luteifrons Hampson, 1896
- P. melanostigma Strand, 1910
- P. melitopis (Meyrick, 1933)
- P. minima Inoue, 1995
- P. monostidzalis Hampson, 1919
- P. nigropunctata Wileman & South, 1918
- P. ochreipalpalis Hampson, 1919

- P. ochroalis Hampson, 1919
- P. onirophanta Dyar, 1914
- P. parthenialis Dyar, 1917
- P. parvipunctella Schaus, 1913
- P. percnopis (Meyrick, 1933)
- P. pulverea (Hampson, 1919)
- P. punctum Joannis, 1930
- P. rubrilinealis Hampson, 1919
- P. rufitinctalis Hampson, 1919
- P. sordidalis Barnes & McDunnough, 1913
- P. stenopteralis Hampson, 1919
- P. taiwanalis Shibuya, 1928
- P. termipunctalis (Hampson, 1919)
- P. tonkinialis Caradja, 1926
- P. vagilinealis Hampson, 1908
- P. vestaliella Zeller, 1872
- P. virginea (Zeller, 1852)
- P. xantholeucalis Guenée, 1854
- P. xanthoperas Hampson, 1895